# Dan Kovalik
Daniel Kovalik (* 1968) ist ein amerikanischer Anwalt für Menschenrechte und Arbeitsrechte sowie politischer Aktivist. Zuvor unterrichtete er Internationales Menschenrecht an der University of Pittsburgh School of Law.

## Ausbildung und Beruf
Kovalik schloss 1993 sein Studium an der Columbia Law School ab. Anschließend arbeitete er bis 2019 als interner Rechtsberater für die United Steelworkers, AFL-CIO (USW). Während seiner Tätigkeit bei der USW war er an Fällen im Rahmen des Alien Tort Claims Act gegen The Coca-Cola Company, Drummond und Occidental Petroleum beteiligt – Fälle, die aus schwerwiegenden Menschenrechtsverletzungen in Kolumbien resultierten.
Kovalik erhielt das David W. Mills Mentoring Fellowship von der Stanford University School of Law. Zudem wurde er mit dem Project Censored Award für seinen Artikel ausgezeichnet, der die beispiellose Ermordung von Gewerkschaftern in Kolumbien aufdeckte.
Er hat ausführlich über internationale Menschenrechte und die Außenpolitik der USA geschrieben, unter anderem für CounterPunch und Huffpost, und weltweit Vorträge zu diesen Themen gehalten.
Kovalik ist Autor mehrerer Bücher. Sein erstes Buch, The Plot to Scapegoat Russia, wurde 2017 von Skyhorse Publishing veröffentlicht. Er war Mitautor des Buches No More War: How the West Violates International Law by Using ‘Humanitarian’ Intervention to Advance Economic and Strategic Interests, das 2020 erschien. Sein Buch The Plot To Overthrow Venezuela: How The US Is Orchestrating a Coup for Oil enthält ein Vorwort von Oliver Stone. Im Jahr 2024 wurde The Case for Palestine: Why It Matters and Why You Should Care veröffentlicht, mit einem Vorwort von George Galloway.

## Kolumbien
Kovalik arbeitete an Fällen im Rahmen des Alien Tort Claims Act gegen The Coca-Cola Company, Drummond Company und Occidental Petroleum wegen Menschenrechtsverletzungen in Kolumbien. Er warf den Vereinigten Staaten vor, in Kolumbien zu intervenieren, und erklärte, dass sie friedliche Akteure bedroht hätten, um „kolumbianisches Land für massive Aneignung und Ausbeutung zu sichern“. Zudem beschuldigte er die kolumbianische und die US-Regierung, zwischen 2002 und 2009 Massenmorde in Kolumbien überwacht zu haben.

## Venezuela
Kovalik verteidigte die venezolanische Regierung sowohl nach den Protesten in Venezuela 2014 als auch im Zusammenhang mit dem Venezuela Defense of Human Rights and Civil Society Act of 2014, einem von den Vereinigten Staaten verabschiedeten Gesetz, das Sanktionen gegen Personen erlaubte, denen angebliche Menschenrechtsverletzungen in Venezuela vorgeworfen wurden. In einem Radiointerview mit Matt Dwyer über die venezolanischen Wahlen 2013 bezeichnete Kovalik die Bolivarische Revolution als „die wohlwollendste Revolution der Geschichte“. Am 26. Februar 2014 nahm er an der Veranstaltung „Chávez Was Here“ teil, die von der Botschaft Venezuelas in Washington, D.C., organisiert wurde, um die Präsidentschaft von Hugo Chávez zu würdigen und Unterstützung für die Bolivarische Revolution zu zeigen. Bei der Veranstaltung sprach Kovalik neben dem venezolanischen Botschafter Julio Escalona und dem Ökonomen Mark Weisbrot.

## Russland und Ukraine
Kovalik unterstützt die russische Regierung im Russisch-Ukrainischen Krieg und hat die russische Invasion in der Ukraine verteidigt. In einer Kolumne für die Pittsburgh Post-Gazette im Jahr 2022 bezeichnete er den Euromaidan von 2014 als einen von den Vereinigten Staaten angeführten „Putsch“. Er behauptete, dass das ukrainische Militär, insbesondere rechtsextreme Gruppen wie die Brigade Asow, vor der umfassenden Invasion Zivilisten im Donbass ins Visier genommen habe. Das Ukraine Crisis Media Center behauptete, dass Kovaliks Ansichten im Widerspruch zu seinem Engagement für Menschenrechte stünden, „an Verschwörungstheorien grenzen“ und „mit der Rhetorik der Russischen Föderation übereinstimmen“.
Kovalik hat Russland besucht, einschließlich der annektierten Krim. Er trat in den russischen Staatsmedien (RT) auf und verfasste ein Buch mit dem Titel The Plot to Scapegoat Russia, das sich mit der „jahrzehntelangen Bemühung, die Feindseligkeiten mit Russland zu eskalieren“, befasst.

## Israel und Gaza
Im Zusammenhang mit dem Israel-Hamas-Krieg sprach sich Kovalik für einen humanitären Waffenstillstand aus. Bei einer Wahlkampfveranstaltung für Sara Innamorato im Restaurant Shorty’s in West Homestead, Pennsylvania, am 29. Oktober 2023, wurde er gewaltsam aus dem Lokal entfernt, nachdem er Senator John Fetterman befragt und den Gesetzgeber aufgefordert hatte, seine Haltung gegen einen Waffenstillstand in dem Konflikt zu überdenken, bis die operativen Fähigkeiten der Hamas durch Israel neutralisiert seien.